# Pierre aux neuf gradins
La pierre aux neuf gradins se trouve sur la commune de Soubrebost, à proximité de Pontarion, dans le département de la Creuse, en France. Un  panneau signale le site et ses pierres à cupules comme étant une « énigme archéologique » mais celui-ci n'est protégé ni au titre des sites et paysages ni au titre des monuments historiques. 
En occitan limousin, cet endroit s'appelle « La peira daus nòu esbalets » (prononcé localement lo peïro dôou naôu eïboleï), qui signifie « la pierre aux neuf marches ».

## Le site

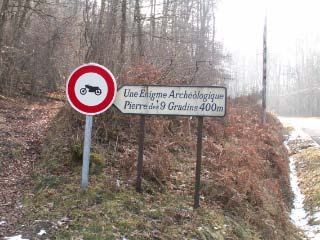
Départ du sentier en venant de la Martinèche.

Un sentier assez raide monte au sommet de la colline où se trouvent de gros blocs de granite. Bien que le site soit entièrement boisé, il domine le paysage avec une vue panoramique mieux perceptible en hiver.
En l'absence d'entretien et de pâturage, un boisement spontané se développe. Il comprend des bouleaux, noisetiers, frênes, hêtres, chênes, pins, etc. S'y ajoutent des plantations de résineux, épicéas et, plus récemment, douglas bouchant déjà la vue vers le nord-est.

## Géologie et morphologie du site
Il s'agit d'un promontoire élevé avançant entre deux vallons humides. Au sommet, l'érosion a dégagé des blocs de granite qui présentent de nombreuses cuvettes circulaires. Ces cuvettes sont dues à une forme d'altération du granite dite en cupules. De toutes petites dépressions de la surface de la roche retiennent l'eau de pluie. L'eau altère progressivement certains minéraux (feldspaths) en générant des argiles qui sont évacuées lors des pluies intenses. Les cupules s'agrandissent avec le temps jusqu'à former des cavités de près d'un mètre de diamètre et de 30 à 40 cm de profondeur. L'eau y stagne avec des débris végétaux qui en augmentent l'acidité. À la longue, les débordements lors des averses finissent par creuser un chenal qui s'approfondit et vide la cuvette. Les différents stades depuis la cupule initiale de 1 cm de diamètre environ jusqu'aux alvéoles égueulées sont visibles sur les différents rochers. 
Ce phénomène n'est pas unique : on le retrouve sur d'autres chaos de granite comme celui des Pierres Jaumâtres dans le Nord-Est de la Creuse. Les formes de cuvette sont parfois très régulières, pouvant faire croire qu'elles ont été aménagées par l'homme.

## Les pierres taillées
Les pierres taillées se situent sur le point le plus élevé du site. Au sommet se trouve un chaos granitique important et, en son point le plus élevé, la fameuse « pierre aux neuf gradins ».  Lorsqu'on est debout sur la pierre, on domine le site et l'ensemble du paysage à des kilomètres à la ronde. 
De façon certaine, trois pierres présentent des formes non naturelles. Les traces des outils de taille se distinguent nettement. Il est possible qu'une 4e le soit aussi, mais les formes peuvent y être naturelles. Cette dernière est celle que l'on aperçoit en premier, dressée face au visiteur arrivant par le sentier. Large et étroite, haute de 3 m environ, elle présente comme des encoches en partie haute, sans qu'on puisse dire avec certitude s'il s'agit de formes artificielles.
Elle masque les trois autres pierres situées plus en arrière : 
- La pierre no 1 : un bloc arrondi, haut de 1,50 m environ, où se voient nettement trois formes de marches grossièrement taillées pour monter sur le sommet de la pierre.
- La pierre no 2 ou pierre principale, dite « aux neuf gradins » : en arrière de celle-ci, plus haute, environ 2,50 m ; elle présente trois formes taillées dans le rocher brut : les neuf  marches, larges d'un mètre au minimum et hautes de 10 cm chacune ; une sorte de gouttière qui descend du sommet, passe sous la première marche et s'en va vers l'arrière du bloc ; le sommet lui-même qui a été légèrement taillé pour former une plate-forme parfaitement plane, sans toucher aux deux cuvettes naturelles.
- La pierre no 3 : un bloc allongé, très visiblement taillé sur sa partie supérieure, pour former une plate-forme allongée, de forme trapézoïdale, avec une partie plus large du côté de la pierre aux gradins et une encoche plus basse dans laquelle il y a deux formes concaves peut-être naturelles.

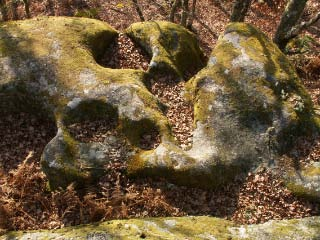
Un rocher avec les marmites de sorcières (formes naturelles).
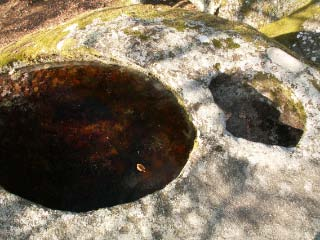
Les deux marmites sur le dessus de la pierre aux neuf gradins.
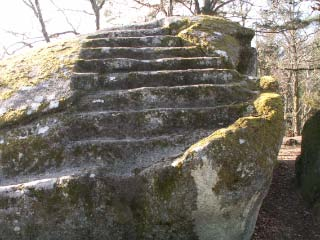
Vue de face de l'escalier aux neuf gradins.
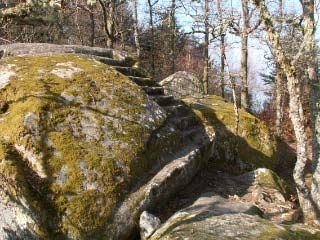
Vue de côté avec la gouttière sous l'escalier.
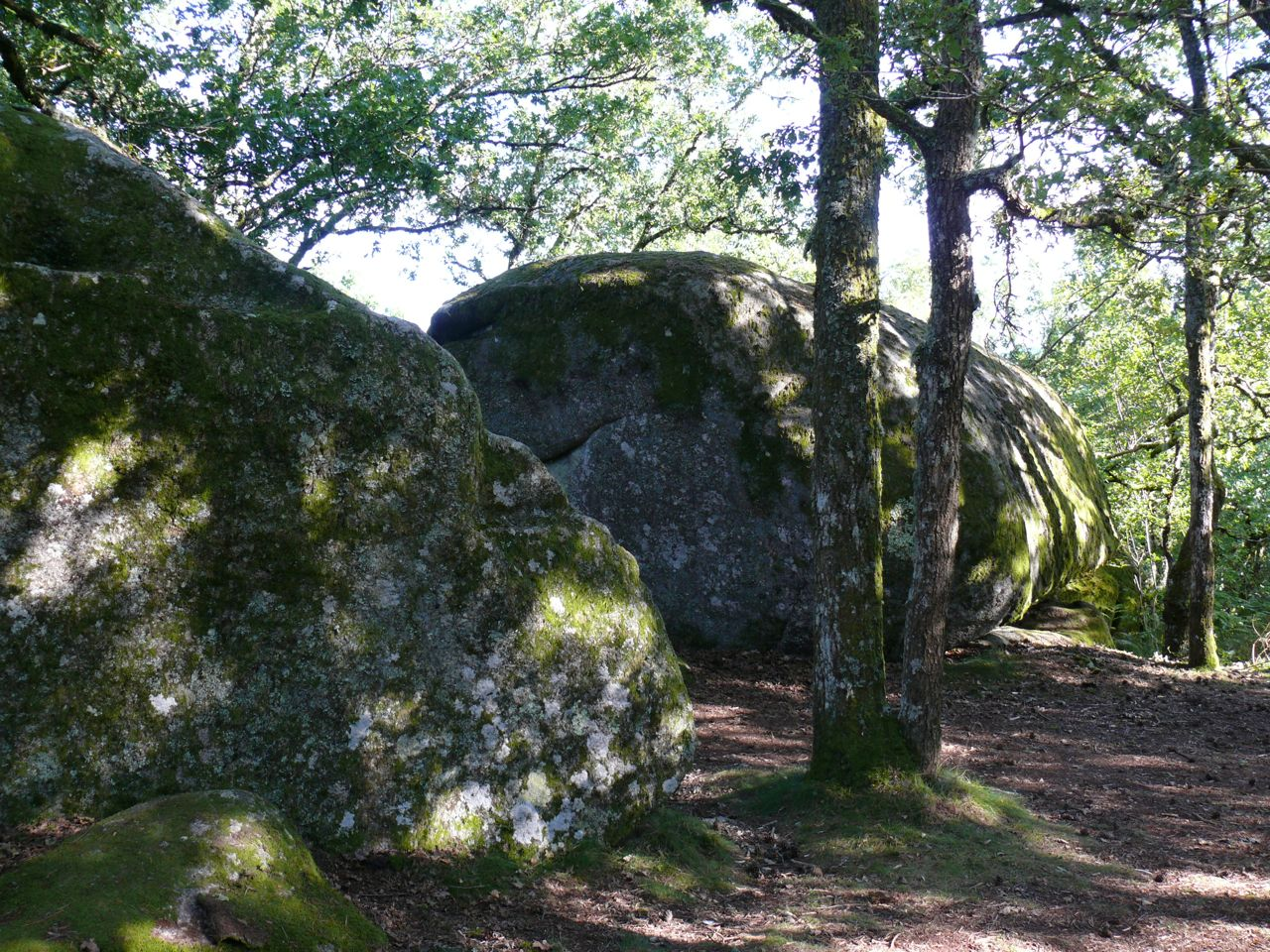
Le chaos granitique du sommet du Puy Maria.

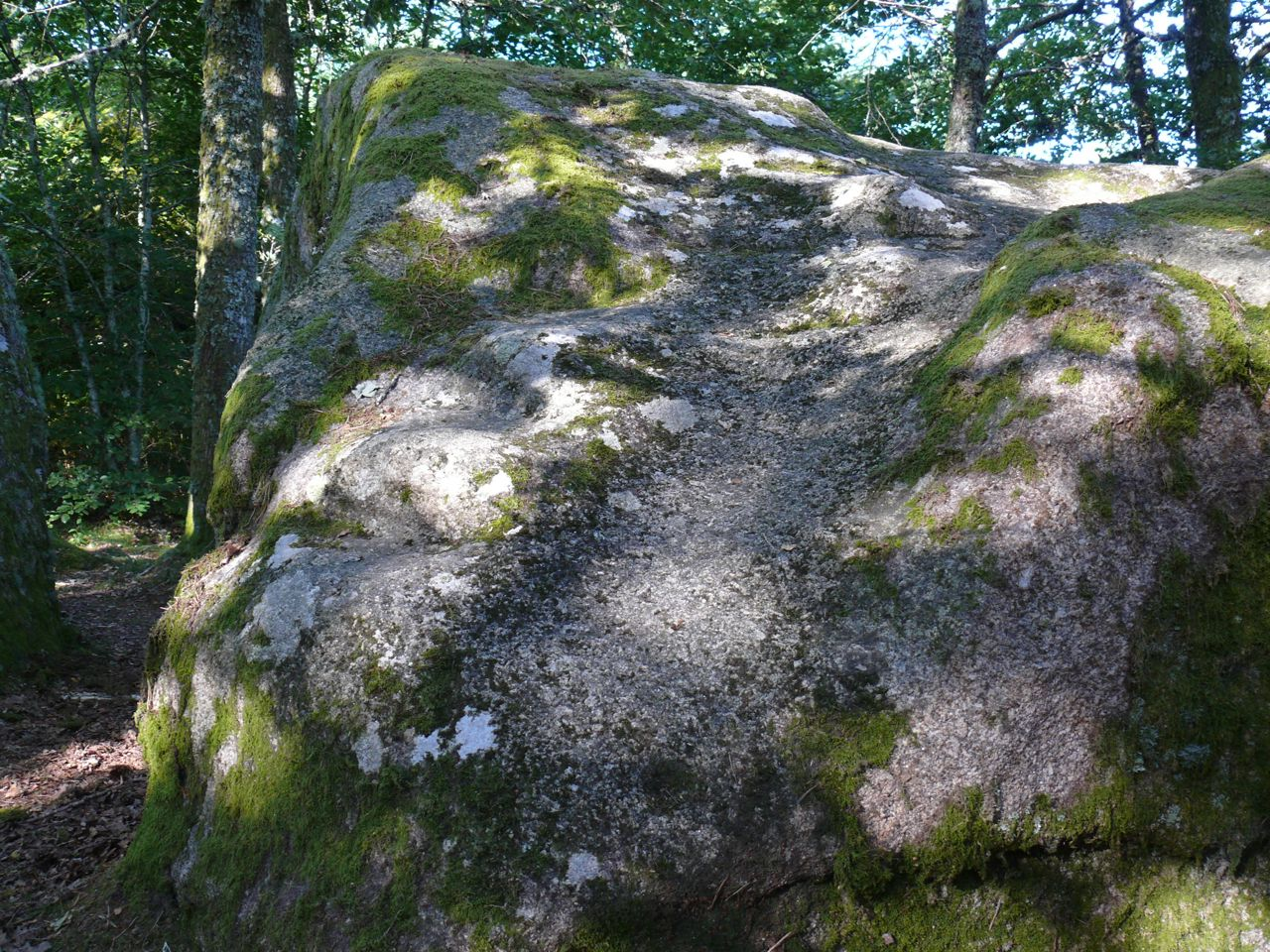
La pierre no 1 avec formes de marches à gauche.
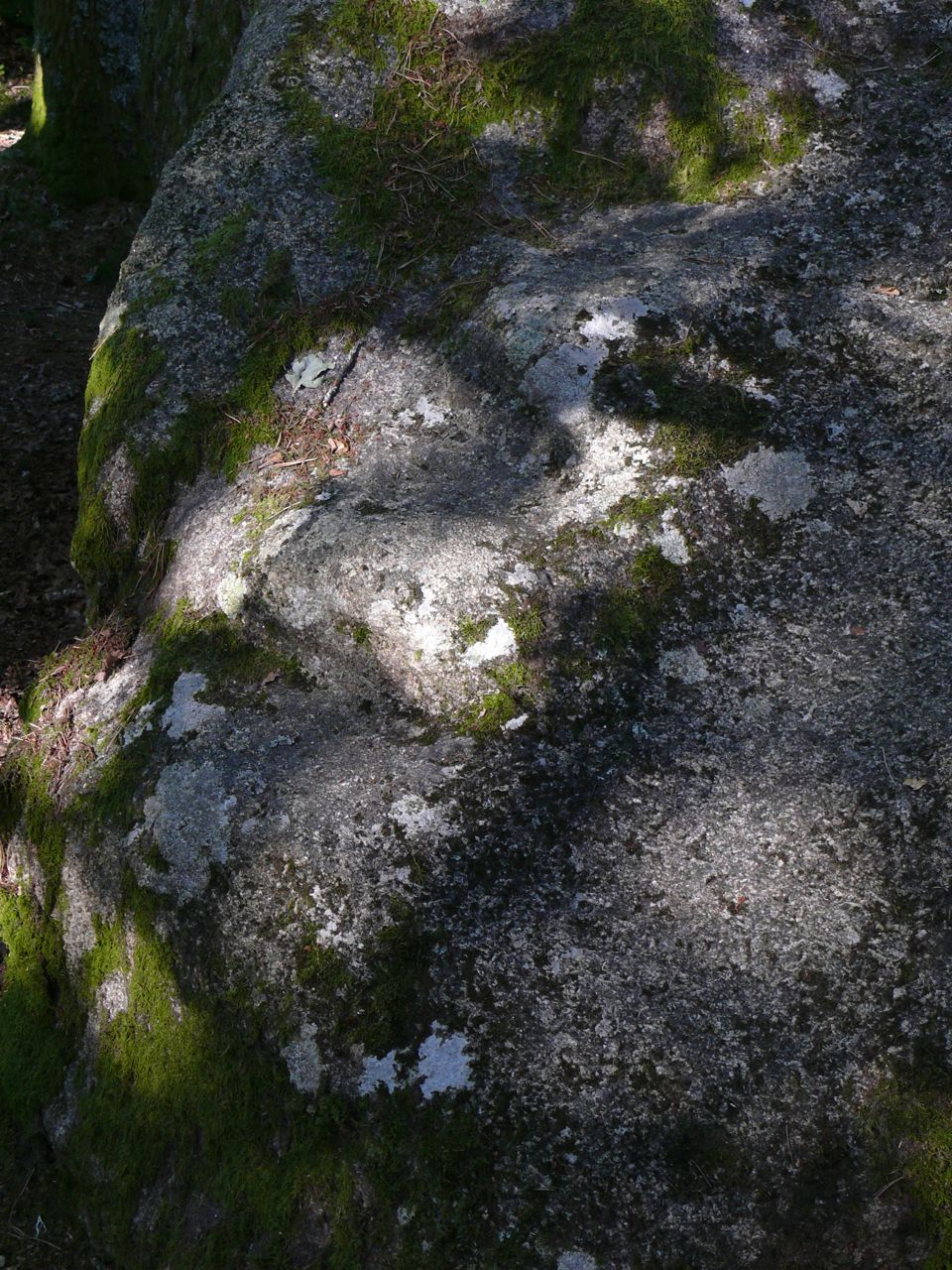
Détail des marches de la pierre no 1.
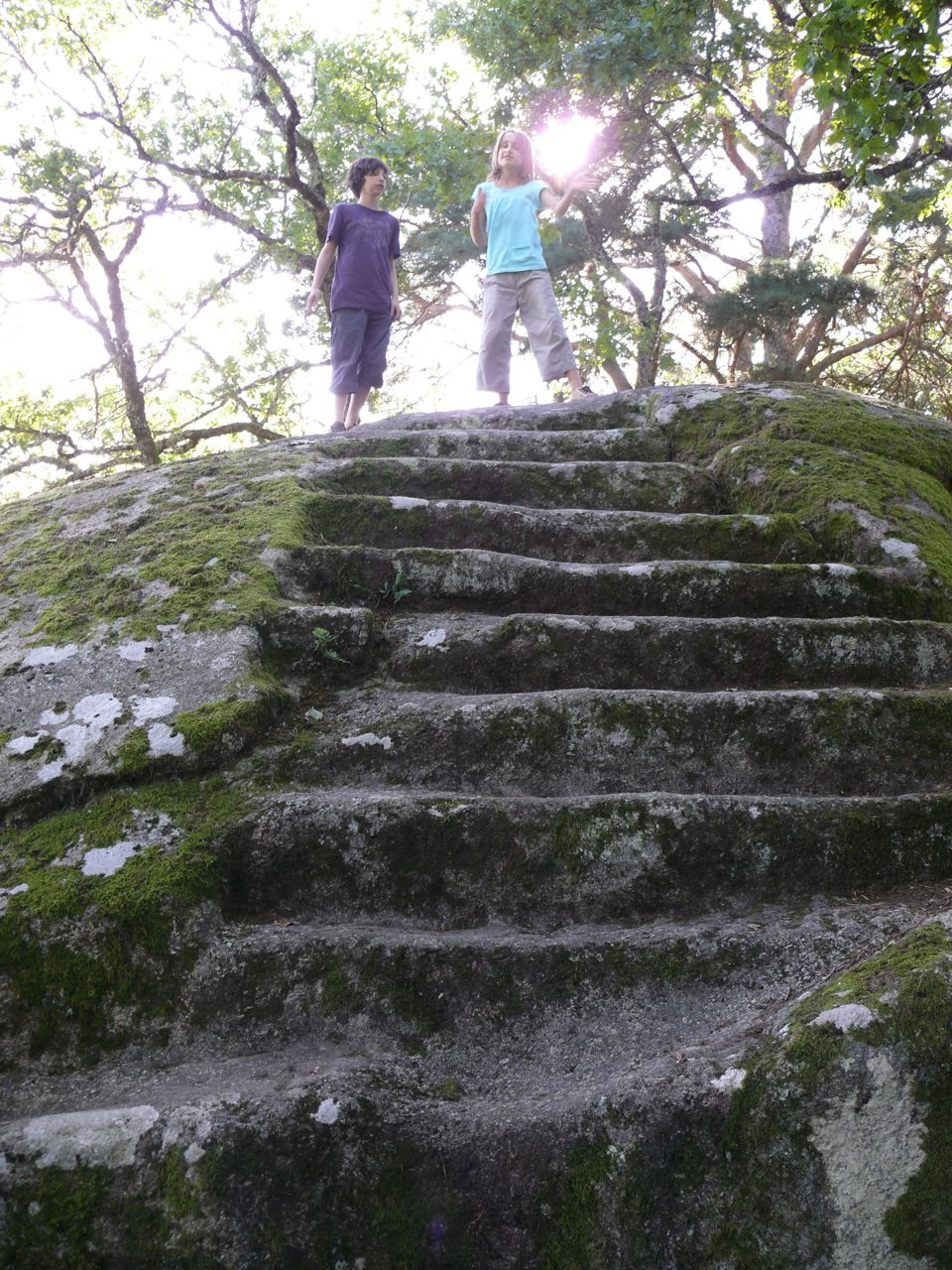
Vue de face de la pierre principale dite aux neuf gradins.
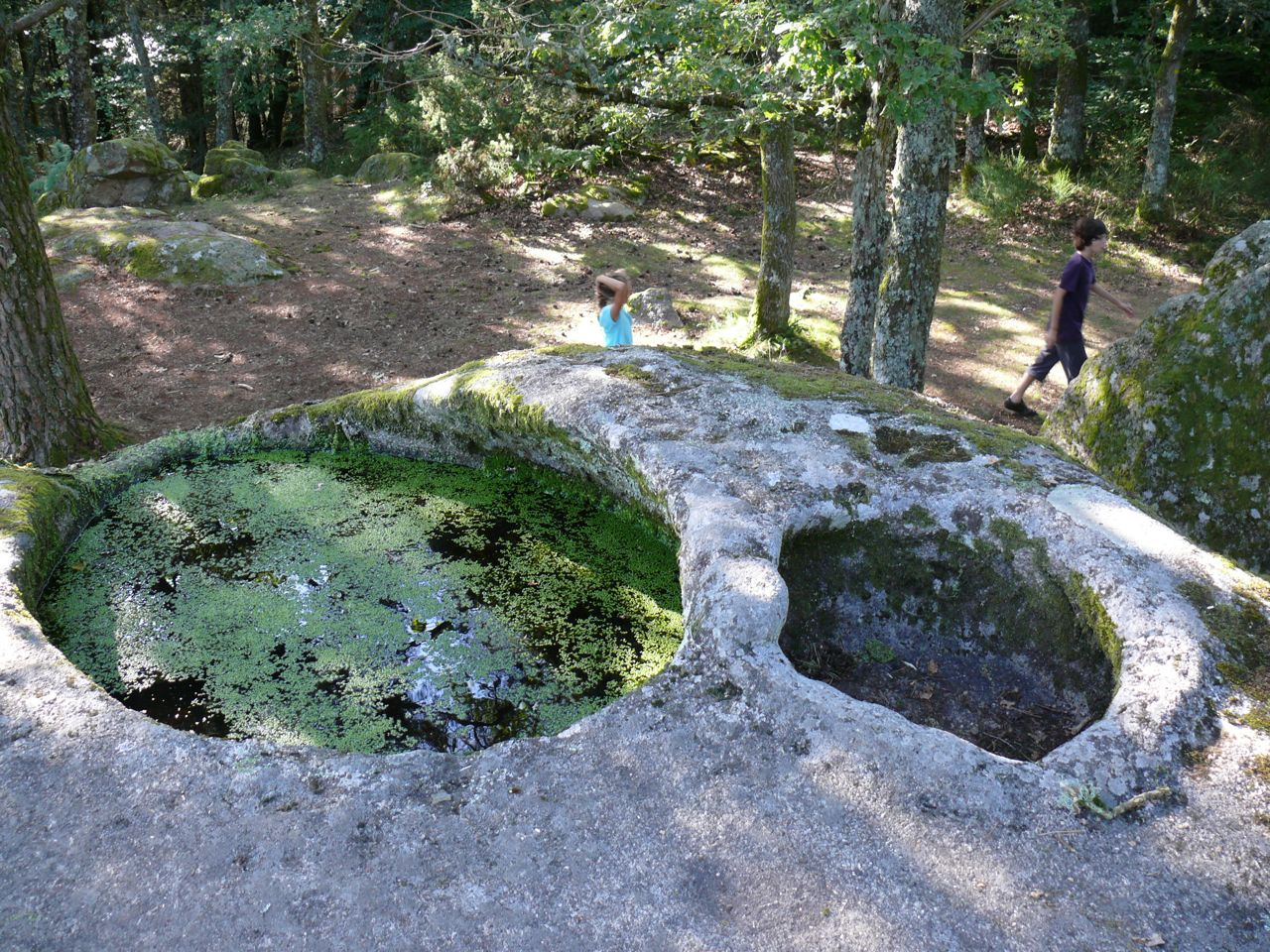
Vue des marmites sur la pierre principale.
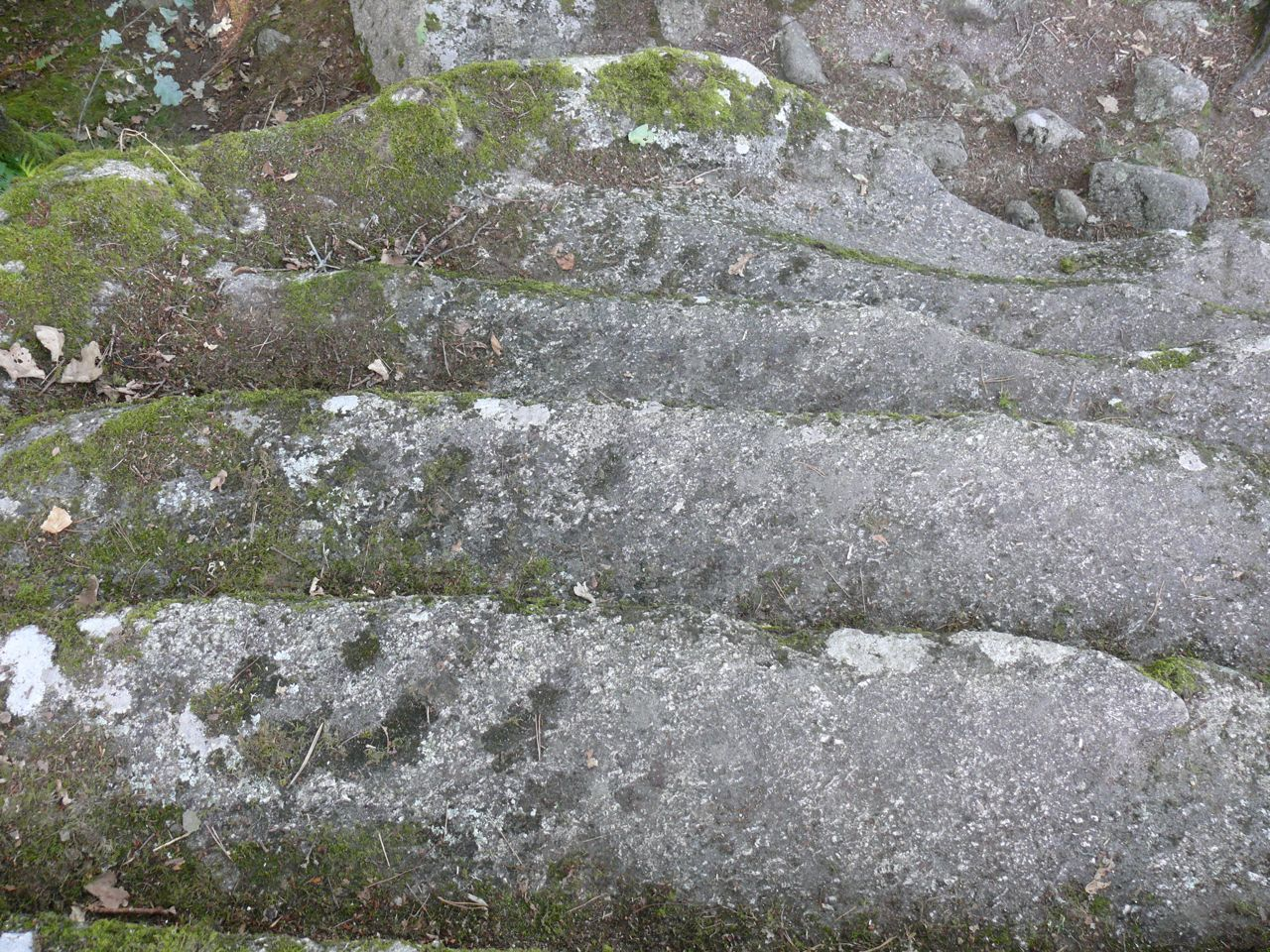
Détail des marches avec traces de taille.
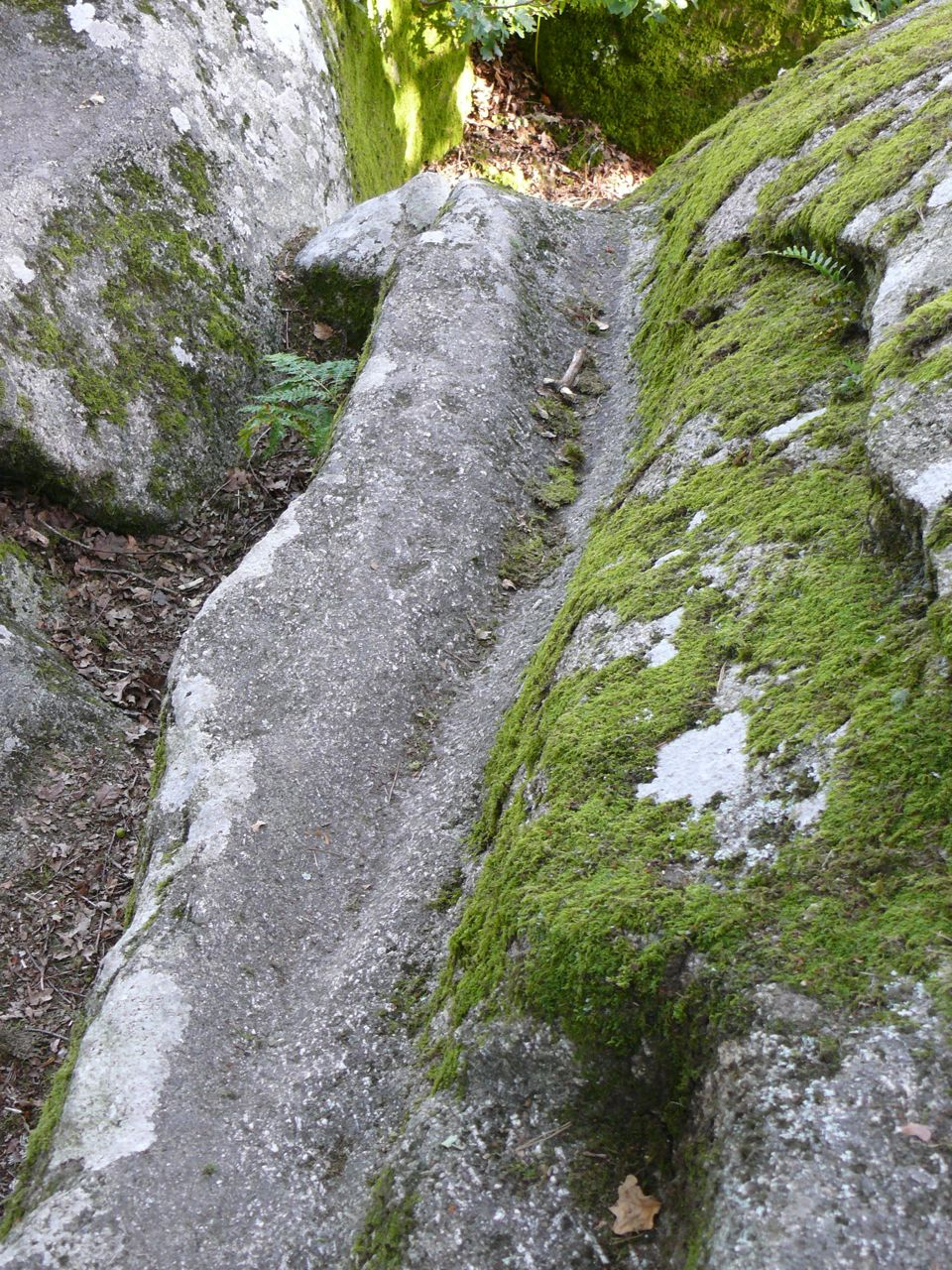
La gouttière de la pierre principale.
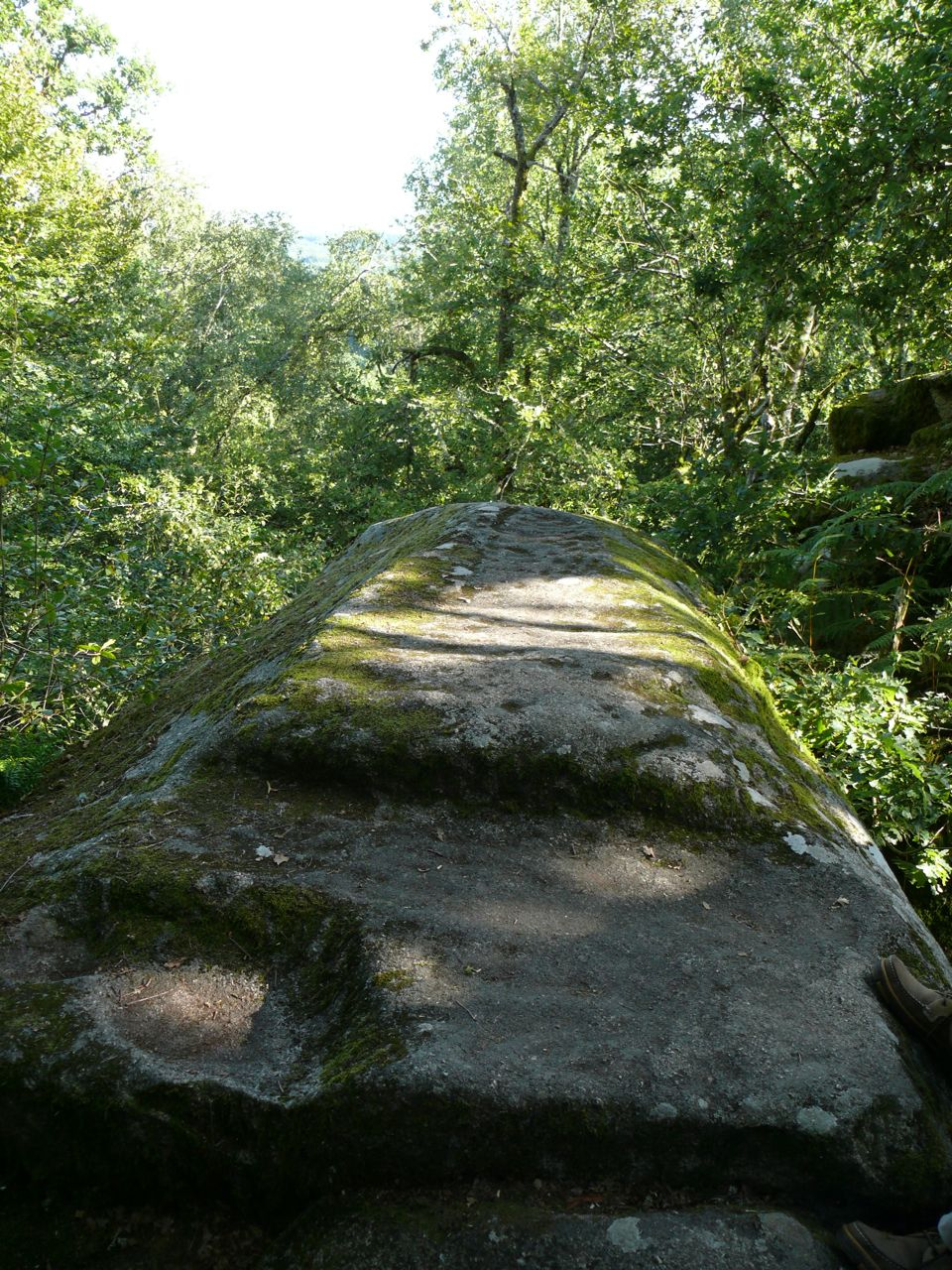
Pierre n° 3 taillée en table.

## Évocation littéraire
Les rochers sont signalés par Martin Nadaud dans Mémoires de Léonard, ancien garçon-maçon (1895) : 
« où je me rendais toujours avec le plus d’agrément, c’était au sommet d’une des trois montagnes qui entourent notre village et que nous appelons le Puy-Maria. Là, on trouve de nombreuses pierres sur lesquelles la légende croit voir la main de l’ouvrier gaulois. 
 Dans le nombre, il s’en trouve une beaucoup plus élevée que les autres et remarquable à plusieurs points de vue. On voit d’abord taillé dans le roc un escalier de neuf marches qui conduit le visiteur jusqu’au haut, où on aperçoit deux bassins : le premier qui a une forme elliptique, mesure au petit axe un mètre, et au grand, un mètre cinquante-sept, et a trente-deux centimètres de profondeur. 
Le plus petit est en forme de circonférence, et mesure dans son diamètre, soixante-deux centimètres. 
 Ces deux bassins communiquent par un conduit ayant de dix-huit à vingt centimètres dans sa plus grande largeur. 
C’est là, disent nos villageois et les nombreux touristes qui viennent visiter la pierre mystérieuse, que les Druides faisaient leurs ablations et mettaient à nu les entrailles de leurs victimes. ».

## Traditions et légendes locales
D’après Andrée Louradour, l’eau contenue dans les cuvettes guérissait de la fièvre si on y jetait une pièce de monnaie ou une épingle ; elles guérissaient des maladies éruptives ou du cuir chevelu des enfants si on lavait ceux-ci dans les vasques. Au début du XXe siècle, les personnes guéries laissaient un de leurs vêtements en marque de reconnaissance. De même, les jeunes filles désirant se caser ou les épouses voulant s’assurer la fidélité de leur mari jetaient des épingles dans un bassin et buvaient son eau.

## Interprétation
Un monument similaire se trouve sur le castro de Ulaca en Espagne, l'un des centres du peuple celto-lusitanien des Vettones. Ce rocher taillé, interprété comme étant un autel, possède également neuf marches et des cupules.[réf. nécessaire]
Ce pourrait être un lieu de culte, lieu souvent situé sur des sommets, avec une pratique de rondes sacrées; peut-être un culte au pouvoir de la déesse, pratiqué dès le paléolithique supérieur.[réf. nécessaire] Marija Gimbutas évoque ces pratiques dans son livre Le langage de la déesse (p. 330).